# Gaggia (azienda)
Gaggia è un'azienda italiana produttrice di macchine per il caffè. Dal 2017 il marchio è controllato dal Gruppo Evoca con sede a Bergamo.

## Storia
L'azienda è fondata nel 1947 a Robecco sul Naviglio come Gaggia S.p.A. da Giovanni Achille Gaggia, un barista milanese, che nel 1938 presenta il brevetto di un primo modello di macchina da caffè con la cremina. Nel 1948 la ditta realizza la prima macchina da caffè con il funzionamento a leva.
Il successo arriva quando il bar Motta&Biffi in Galleria Vittorio Emanuele, a Milano, installa la macchina della Gaggia: c'è la coda tra i clienti. Inizialmente le macchine da caffè prodotte da Gaggia sono esclusivamente per uso professionale, nel 1977 la produzione viene ampliata alle macchine da caffè per uso domestico. Il figlio di Giovanni, Camillo, con il socio Armando Migliorini, espande l'attività sui Navigli ma incontra difficoltà economiche. Nel 1989 l'azienda, che realizza un fatturato di oltre 56 miliardi di lire, cambia proprietà ed è ceduta all'uomo di affari austro-statunitense Gerhard Andlinger.
Nel 1999 altro passaggio di proprietà: l'azienda viene ceduta alla Saeco, che ne rileva il 60% del capitale. Nel 2007 l'azienda milanese entra in crisi a causa di un calo delle vendite, con il rischio di chiudere lo stabilimento di Robecco e spostare la produzione in Romania e a Gaggio Montano. Due anni dopo Gaggia segue le sorti della sua controllante Saeco, che viene rilevata dalla multinazionale olandese Philips. Nel 2008, Gaggia ha avviato una collaborazione con Illy, per la quale ha realizzato la macchina da caffè modello Iperespresso.
Dal 2016 lo stabilimento di Robecco sul Naviglio è in stato di abbandono, con l'insegna aziendale ricoperta da un telo.
Nel marzo 2017 le licenze dei marchi Gaggia e Saeco, entrambi di proprietà dal 2009 della Philips, sono rilevati dalla N&W Global Vending, una società creata nel 2000 dalla fusione tra la Necta (ex Zanussi) e la danese Wittenborg, leader nella distribuzione automatica di caffè, bevande, snack e con sede in Valbrembo, Bergamo. Nel 2015 N&W, controllata dal fondo internazionale Lone Star, cambia il nome in Gruppo Evoca che rilancia lo stabilimento di Gaggio Montano, Bologna, si specializza nella produzione di macchine per bar e ristoranti e rilancia, in occasione della celebrazione degli ottant'anni, il marchio Gaggia Milano.

## Galleria d'immagini

Giovanni Achille Gaggia (1895-1961).
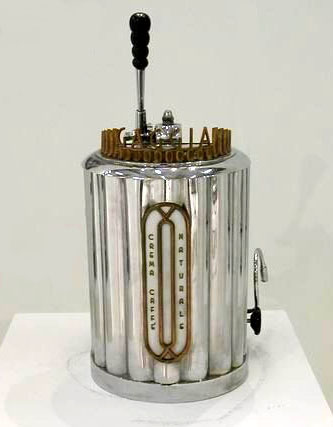
Modello «Classica» - 1948.
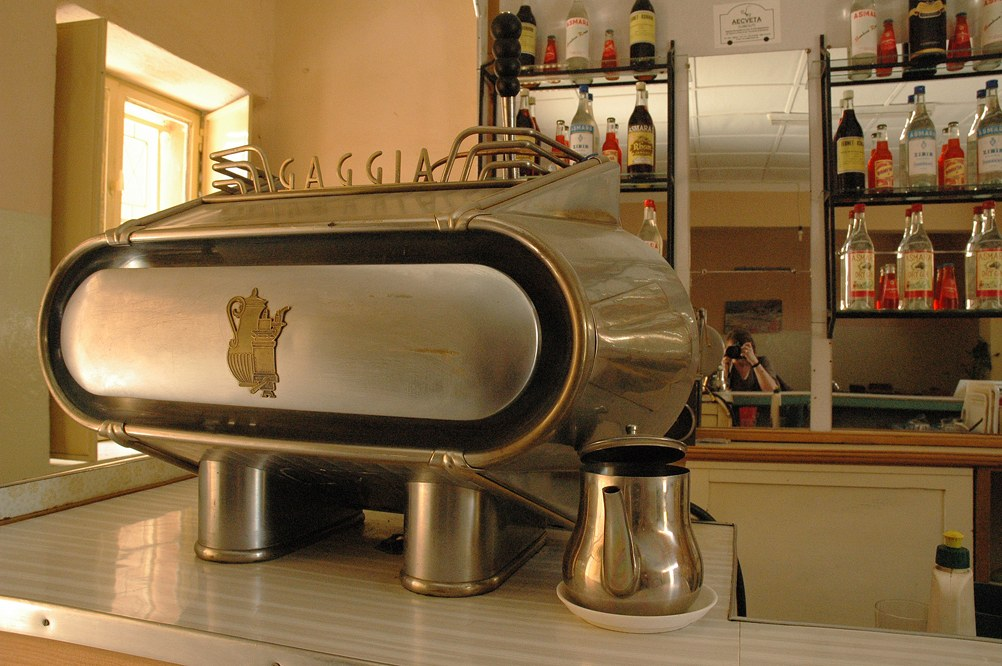
Una Gaggia macchina espresso da bar.
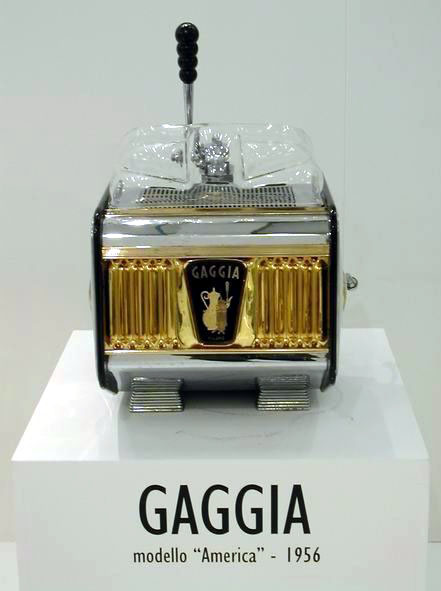
Modello «America» - 1956.
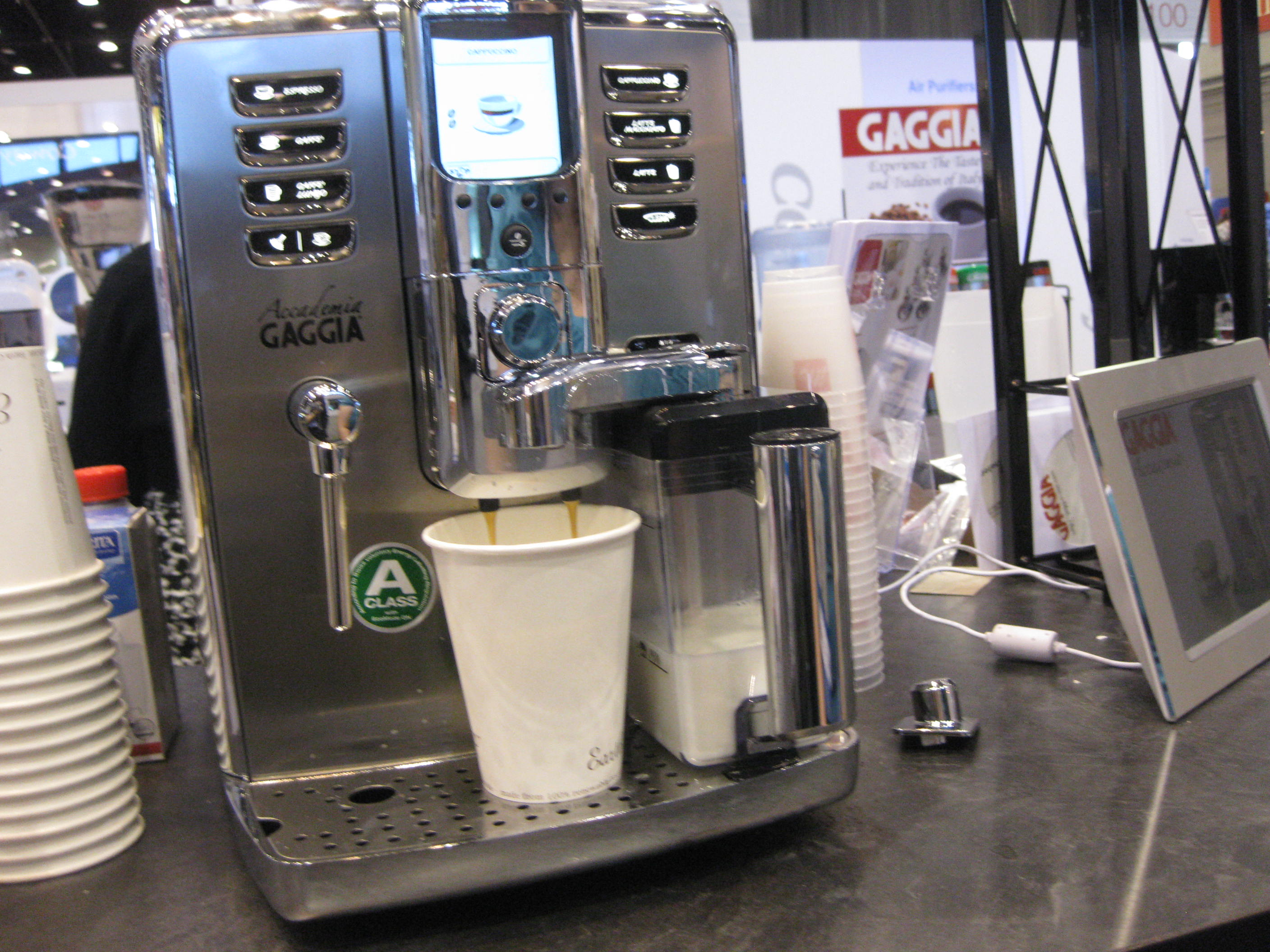
Una macchina da caffè Gaggia con vapore per il latte.